# Jessica Sanchez
Jessica Elizabeth Sanchez (nascida em 04 agosto de 1995) é uma cantora americana de Chula Vista, Califórnia. Ela é a vice-campeã da décima primeira temporada do American Idol, e atualmente tem contrato assinado a gravadora Interscope Records. Ela foi a primeira receptora do sexo feminino e quarto do "judges save" e a primeira destinatária dos save a  chegar à final. Antes de aparecer no American Idol, Sanchez competiu na primeira temporada de Got Talent dos EUA com apenas 11 anos de idade. Atualmente trabalha para a divulgação do seu primeiro álbum intitulado "Me, you & the music" tendo como primeiro single de sucesso "Tonight" em colaboração com o cantor Ne-Yo, onde apresentou o mesmo na décima segunda edição do programa American Idol. Jessica participou de dois episódios da 4ª temporada do seriado americano Glee em 2013.